# Anax congoliath
Anax congoliath är en trollsländeart. Anax congoliath ingår i släktet Anax och familjen mosaiktrollsländor. IUCN kategoriserar arten globalt som livskraftig.

## Underarter
Arten delas in i följande underarter:
- A. c. congoliath
- A. c. lisomboae